# Cycas elephantipes
Cycas elephantipes é uma espécie de cicadófita do género Cycas da família Cycadaceae, nativa da Tailândia.